# Matsusaka
Matsusaka (jap. 松阪市  Matsusaka-shi) – miasto w Japonii, w prefekturze Mie, w środkowej części wyspy Honsiu.

## Położenie
Miasto leży w środkowej części prefektury Mie.
Sąsiaduje z miastami: Meiwa-chō, Ōdai-chō, Taki-chō i Tsu w prefekturze Mie oraz od zachodu z wsiami: Kawakami, Higashi-Yoshino i Mitsue w prefekturze Nara.

## Historia
- 1588 – ufundowanie miasta
- 1 lutego 1933 – przyznanie praw miejskich
- 1 stycznia 2005 – przyłączenie: Ureshino, Mikumo, Iinan i Iitaka.

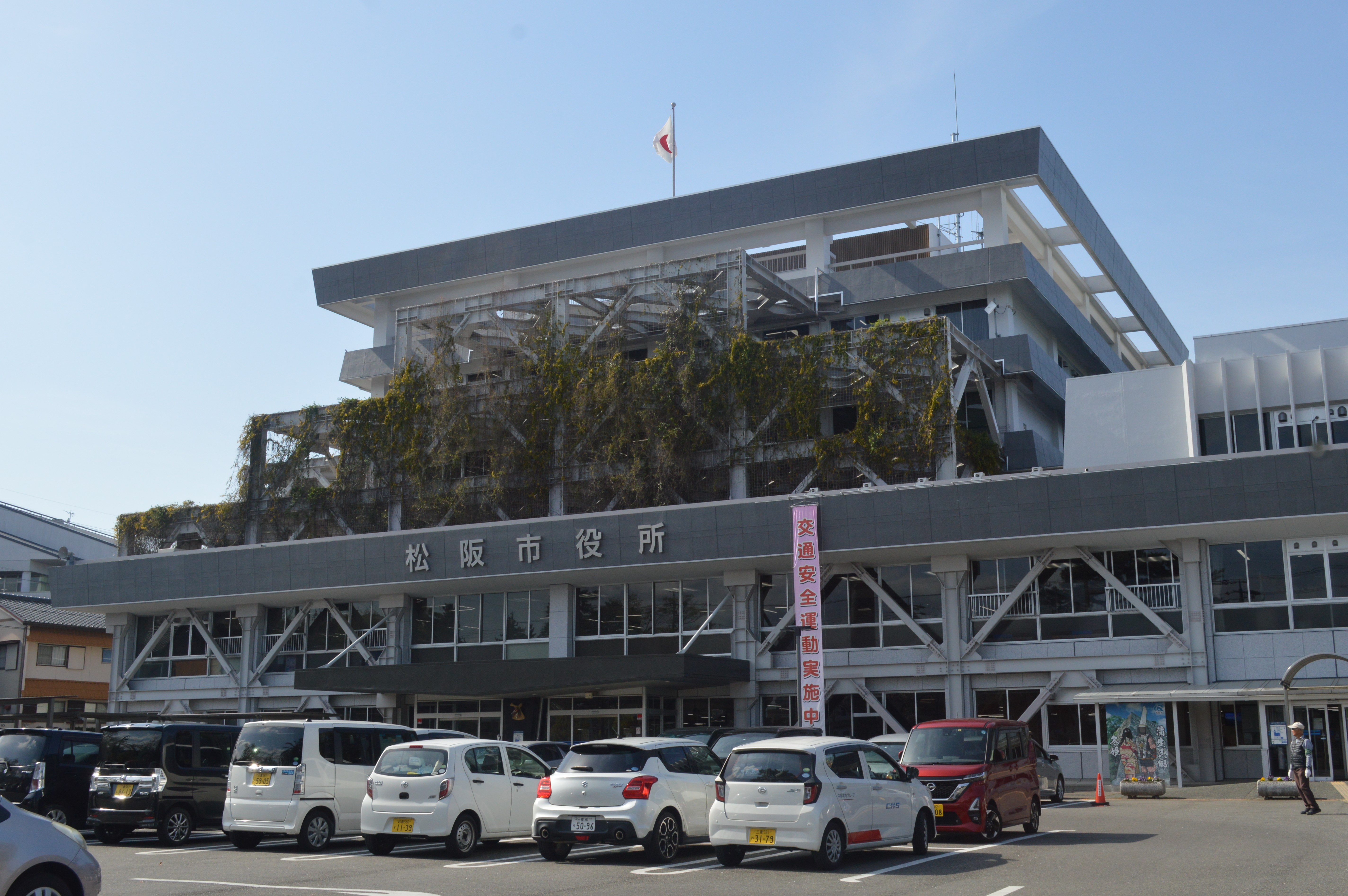
Urząd Miejski Matsusaka